# Xylocopa nigrita
Xylocopa nigrita är en biart som först beskrevs av Fabricius 1775.  Xylocopa nigrita ingår i släktet snickarbin, och familjen långtungebin. Inga underarter finns listade i Catalogue of Life.